# Il falò delle vanità (film)
Il falò delle vanità (The Bonfire of the Vanities) è un film, commedia drammatica, del 1990, diretto da Brian De Palma e basato sull'omonimo romanzo di Tom Wolfe, pubblicato originariamente a puntate sulla rivista Rolling Stone. Il film è stato un insuccesso sia di critica che di incassi e vede come protagonisti Tom Hanks, Bruce Willis, Melanie Griffith e Morgan Freeman. La sceneggiatura è stata scritta da Michael Cristofer e la colonna sonora originale composta da Dave Grusin. Il sottotitolo del film è "una scandalosa storia di avidità, lussuria e vanità in America".

## Trama
Sherman McCoy è un trader di obbligazioni di Wall Street che guadagna milioni godendosi la bella vita e i favori sessuali di Maria Ruskin, una ragazza del Sud in cerca di un uomo ricco. Mentre si dirigono verso l'appartamento della donna, Sherman e Maria sbagliano strada e si trovano nel Bronx. Mentre Sherman scende dall'auto per spostare uno pneumatico dalla strada, i due vengono avvicinati da due giovani neri. L'uomo salta in auto mentre Maria accelera, investendo uno dei ragazzi e dandosi alla fuga. Inizialmente Sherman vuole denunciare l'incidente alla polizia, ma Maria lo convince immediatamente a desistere, temendo che la loro relazione segreta possa essere esposta pubblicamente.
Nel frattempo, il giornalista alcolizzato Peter Fallow, ansioso di ottenere una storia per riscattarsi con il suo editore, si imbatte nel caso dell'incidente e della fuga, che sta assumendo una grande importanza per la comunità nera. Quasi tutte le persecuzioni del procuratore distrettuale ebreo Abe Weiss, in cerca di rielezione, finiscono con imputati neri e portoricani in prigione, e Weiss sta cercando un imputato bianco per convincere la comunità a maggioranza minoritaria che vale la pena rieleggerlo. Weiss riconosce i vantaggi mediatici insiti nel perseguire Sherman, che è stato scoperto essere il proprietario dell'auto, e quindi presumibilmente anche l'autore dell'incidente.
Mentre Sherman viene messo in ginocchio, l'intera New York si frammenta in diverse fazioni che usano il caso per soddisfare i loro cinici scopi. Infine, Sherman si ritrova senza alleati che lo sostengano, tranne il comprensivo giudice Leonard White e il pentito Fallow. Sherman però riesce a mettere le mani su un nastro e a farlo ascoltare in tribunale, contraddicendo le prove che Maria ha appena fornito e dimostrando come la donna abbia mentito durante la deposizione, venendo quindi assolto.

## Accoglienza
Il film è stato un flop sia a livello commerciale, sia di critica. Costato circa 47 milioni di dollari, ne ha guadagnati alla sua uscita appena 15 negli Stati Uniti d'America. Molti critici non hanno apprezzato la scelta del cast, soprattutto la scelta di Tom Hanks nel ruolo di Sherman McCoy e Bruce Willis in quello di Peter Fallow.